# Detlev Conrad Blunck

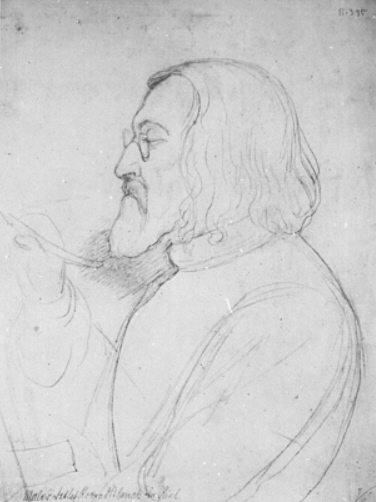
Detlev Conrad Blunck, ein Porträt von Theodor Markus Rehbenitz

Detlev Conrad Blunck (* 22. Juni 1798 in Münsterdorf bei Itzehoe; † 7. Januar 1853 in Hamburg) war ein deutscher Maler und Zeichner. Im Dänischen ist die Namensform Ditlev Blunck gebräuchlich.

## Leben
Blunck war der Sohn des Fährenpächters Hans Blunck und dessen Ehefrau Dorothea Hansen. Mit 16 Jahren kam Blunck 1814 als Schüler an die Königlich Dänische Kunstakademie nach Kopenhagen und blieb dort bis 1818. Anschließend ging er auf Anraten seiner Lehrer nach München und wurde an der dortigen Akademie für zwei Jahre Schüler von Johann Peter von Langer.

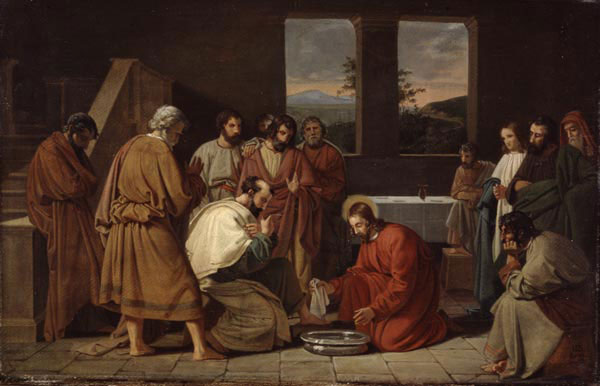
Fußwaschung, 1831,
Museumsberg Flensburg

Dänische Künstler in der Osteria La Gensola in Rom, ca. 1836, Öl auf Leinwand, 71 × 94,5 cm, Dänisches nationalhistorisches Museum auf Schloss Frederiksborg, Hillerød. Im Gemälde sichtbar sind Thorvaldsen, Küchler, Bindesbøll und der spätere Kopenhagener Bürgermeister Just Henrik Mundt (1782–1859).

Im Frühsommer 1820 kehrte Blunck nach Kopenhagen zurück und immatrikulierte sich erneut an der dortigen Kunstakademie; seine Lehrer wurden die Maler Christoffer Wilhelm Eckersberg und Johann Ludwig Lund (1777–1867). 1827 nahm Blunck an der großen Jahresausstellung der Kunstakademie teil und eines seiner Werke wurde mit einer Goldmedaille geehrt.
1828 begann Blunck eine ausgedehnte Studienreise, welche ihn über Berlin, Dresden und München nach Rom führte. Nach eigenen Aussagen wurde er hauptsächlich durch die Werke Peruginos und Raffaels inspiriert. In Rom machte er auch die Bekanntschaft mit dem dänischen Bildhauer Bertel Thorvaldsen, der ihn auch gleich seinem Künstlerkreis vorstellte. Blunck wurde auch als Mitglied in die Ponte-Molle-Gesellschaft aufgenommen. Unterbrochen wurden seine Jahre in Rom durch einen fast einjährigen Aufenthalt in Venedig und Florenz.
Im Frühsommer 1838 kehrte Blunck nach Kopenhagen zurück. 1841 verließ er Dänemark aus nicht geklärten Gründen: Er soll homosexueller Betätigung (Sodomie nach dem damaligen Strafrecht) verdächtigt oder beschuldigt worden sein. Allerdings könnten solche Anschuldigungen auch konstruiert worden sein, um Blunck aus dem Land zu treiben, der sich bereits der schleswig-holsteinischen Bewegung angenähert hatte. Poul Duedahl sprach 2020 von einem regelrechten Landesverweis wegen „homosexueller Eskapaden“.
Über Berlin und München ging er nach Wien, wo er bis 1844 äußerst produktiv war. Mit seinem Itzehoer Freund und Schüler Emil Schlüter, der später im Amerikanischen Bürgerkrieg fiel, kehrte Blunck nach Holstein zurück. Hier schlossen sie sich einem Freikorps unter Führung des Malers Christian Carl Magnussen an und nahmen auf Fehmarn an der Schleswig-Holsteinischen Erhebung teil. In Bluncks größeren Werken dieser Phase gewinnt die Landschaft eine bildtragende Rolle.
Nach dem Scheitern der Unabhängigkeitsbewegung ging Blunck 1851 nach Hamburg. Hier entwickelte er zunehmend einen realistischen Malstil, der in der Kunstgeschichte zum Teil als Rückschritt bewertet worden ist.